# Сенді Нілсон
Сенді Нілсон (англ. Sandy Neilson, 20 березня 1956) — американська плавчиня.
Олімпійська чемпіонка 1972 року.
Переможниця Панамериканських ігор 1971 року.